# 서울창포원
서울창포원은 서울특별시 도봉구 마들로에 있는 공립공원이다. 매년 5,6월이 되면 창포꽃이 피어나는 특화공원으로 구성되었으며 창포 이외에도 다양한 식물을 볼 수 있다.

## 현황
- 붓꽃원
- 습지원
- 늘푸름원
- 약용식물원
- 억새원
- 산림생태관찰원
- 방문자센터

## 공원정보
- 이용료 : 무료
- 이용시간 : 24시간
- 휴무일 : 없음(단, 전망대는 매주 월요일 휴무)
- 교통 : 수도권 지하철 1호선 및 7호선 도봉산역에서 하차 또는 도봉공영차고지 환승센터 및 도봉산역 버스 정류장에서 도보로 2분 거리, 마을버스 정류장에서 1분 거리

## 같이 보기
- 도봉구